# Map of What Is Effortless
Map of What is Effortless è il secondo album della band elettronica Telefon Tel Aviv, pubblicato dalla Hefty! Records.

## Tracce
1. When It Happens It Moves All by Itself
2. I Lied
3. My Week Beats Your Year
4. Bubble and Spike
5. Map of What Is Effortless
6. Nothing Is Worth Losing That
7. What It Is Without the Hand That Wields It
8. What It Was Will Never Again
9. At the Edge of the World You Will Still Float
10. Jouzu Desu Ne (Bonus Track presente nell'edizione giapponese dell'album)
11. Sound in a Dark Room (Bonus Track presente nell'edizione giapponese dell'album)

## Crediti
- Joshua Eustis
- Charles W. Cooper
- Damon Aaron
- Lindsay Anderson